# Ocean of Opportunity
Ocean of Opportunity è il secondo album gruppo musicale norvegese Pellek, pubblicato indipendentemente il 10 maggio 2013.

## Tracce
1. Elucidation – 4:35
2. Northern Wayfarer – 5:22
3. Sea of Okhotsk – 4:34
4. Brigantine of Tranquility – 4:40
5. God's Pocket – 3:49
6. Stars and Bullet Holes – 4:47
7. Sky Odyssey – 5:26
8. Transmigration – 5:23
9. The Last Journey – 9:33

## Formazione
PelleK - voce
Ingemar Bru - basso
Stian Andrè Braathen - batteria
Patrick Fallang - chitarra, orchestra